# Dasmariñas
Đô thị Dasmariñas là một thành phố loại 1 ở tỉnh Cavite, Philippines. Đô thị này cách khoảng 30 km về phía nam Manila. Theo điều tra dân số năm 2007, đô thị này có dân số 559.330 người, là đô thị đông dân nhất ở Philipiné. Diện tích là 90,1 km².

## Các đơn vị dân cư
Dasmariñas được chia thành 77 khu dân cư (khu phố) (barangay).
| - Burol - Langkaan I - Sabang - Salawag - Salitran I - Sampaloc I - San Andres I - San Andres II - San Agustin I - San Jose - Zone I - Zone II - Zone III - Zone IV - Datu Esmael (Bago-a-ingud) - Emmanuel Bergado I - Fatima I - Luzviminda I - Luzviminda II - Saint Peter I - Saint Peter II | - San Antonio De Padua I - San Dionisio (Barangay 1) - San Esteban (Barangay 4) - San Francisco I - San Isidro Labrador I - San Juan (San Juan I) - San Lorenzo Ruiz I - San Luis I - San Luis II - San Manuel I - San Mateo - San Miguel - San Nicolas I - San Roque (Sta. Cristina II) - San Simon (Barangay 7) - Santa Cristina I - Santa Cruz II - Santa Cruz I - Santa Fe - Santa Lucia (San Juan II) | - Santa Maria (Barangay 20) - Santo Cristo (Barangay 3) - Santo Niño I - Burol I - Burol II - Burol III - Emmanuel Bergado II - Fatima II - Fatima III - Langkaan II - Luzviminda II - Paliparan I - Paliparan II - Paliparan III - Saint Peter II - Salitran II - Salitran III - Salitran IV - Sampaloc II - Sampaloc III | - Sampaloc IV - Sampaloc V (New Era) - San Agustin I - San Agustin II - San Agustin III - San Andres II - San Antonio De Padua II - San Francisco II - San Isidro Labrador II - San Lorenzo Ruiz II - San Luis II - San Manuel II - San Miguel II - San Nicolas II - Santa Cristina II - Santa Cruz II - Santo Niño II - Victoria Reyes Pag-asa - Zone I-B - Zone I-A |